# Sybra inermis
Sybra inermis är en skalbaggsart som först beskrevs av Maurice Pic 1944.  Sybra inermis ingår i släktet Sybra och familjen långhorningar. Inga underarter finns listade i Catalogue of Life.